# Bastinho Calixto
Sebastião Tavares Calixto, conhecido como Bastinho Calixto (Campina Grande, 1951 — Campina Grande, 4 de setembro de 2021) foi um cantor, compositor e sanfoneiro brasileiro.
É autor de mais de 400 músicas. Começou a carreira tocando zabumba para Luiz Gonzaga e fazendo percussão com Jackson do Pandeiro, e com eles viajou o Brasil inteiro. Irmão de Zé Calixto, foi descoberto no Programa Flávio Cavalcanti, da TV Tupi, em 1971, quando gravou seu primeiro LP.
Faleceu no sábado de 4 de setembro de 2021 aos 70 anos, vítima de Câncer, em Campina Grande, e integrava família com tradição no fole de oito baixos.

## Discografia
- Batedor
- Meu presente
- Naquele baile
- Bicho besta
- Só pra perturbar
- Bastinho Calixto